# Arystarch (Jacurin)
Arystarch, imię świeckie Władimir Pietrowicz Jacurin (ur. 16 października 1965 w Zagorsku) – rosyjski biskup prawosławny. 

## Życiorys
Oboje jego rodzice wstąpili do monasterów: matka Dina Jacurina nosiła w klasztorze imię Teofania, ojciec Piotr Jacurin przyjął w czasie postrzyżyn mniszych imię Aleksy. Ukończył szkołę średnią w Nogińsku, a następnie zdobył wykształcenie felczera i pracował w pogotowiu ratunkowym w Moskwie. W latach 1985–1987 odbywał zasadniczą służbę wojskową. W 1991 ukończył moskiewskie seminarium duchowne.19 grudnia tego samego roku złożył wieczyste śluby mnisze w ławrze Troicko-Siergijewskiej, przed jej namiestnikiem, archimandrytą Teognostem, przyjmując imię Arystarch. 21 czerwca 1992 przyjął święcenia diakońskie z rąk biskupa argentyńskiego i południowoamerykańskiego Marka. 12 września 1993 arcybiskup sołniecznogorski Sergiusz wyświęcił go na hieromnicha. Od 1993 do 1995 służył w placówce filialnej ławry Troicko-Siergijewskiej w Moskwie. Następnie przeniesiony do eparchii chabarowskiej; od 1996 do 2000 był proboszczem parafii przy soborze katedralnym Narodzenia Pańskiego w Chabarowsku. W 1996 otrzymał godność ihumena i został dziekanem I dekanatu chabarowskiego. Od 2000 do 2003 był proboszczem parafii św. Jakuba w Birobidżanie, zaś od 2003 do 2011 – proboszczem parafii św. Jerzego w Elbanie. 
5 października 2011 Święty Synod Rosyjskiego Kościoła Prawosławnego nominował go na biskupa amurskiego i czerdomyńskiego. W związku z tym w październiku 2011 otrzymał godność archimandryty. W grudniu 2011 Synod zmienił wcześniejszą nominację, wyznaczając archimandrytę Arystarcha na biskupa nikołajewskiego, wikariusza eparchii chabarowskiej. Jego chirotonia biskupia odbyła się 25 stycznia 2012 w domowej cerkwi św. Tatiany przy Uniwersytecie Moskiewskim z udziałem konsekratorów: patriarchy moskiewskiego i całej Rusi Cyryla, metropolity chabarowskiego i nadamurskiego Ignacego, arcybiskupa wieriejskiego Eugeniusza i biskupa sołniecznogorskiego Sergiusza.
Postanowieniem Świętego Synodu przeniesiony 14 lipca 2018 r. na katedrę wanińską.